# True tears こちらチューリップ放送局
true tears こちらチューリップ放送局は、テレビアニメ作品『true tears』の関連番組としてBEAT☆Net Radio!にて配信されたインターネットラジオ番組。本放送に先行してキャララジオにて配信された。第1回と第2回の提供にランティスも参加していたがランティスウェブラジオでは配信されずBEAT☆Net Radio!のみで配信されていた。
富山県の県域テレビ放送局であるチューリップテレビ、新潟市のケーブルテレビ業者で「チューリップNET」の愛称を用いていたケーブルネット新潟との関連はない。

## 概要
- 配信期間：2008年1月4日 - 5月30日
- 配信日：毎週金曜日
- 配信サイト：BEAT☆Net Radio!
- パーソナリティ：高垣彩陽（石動乃絵役）、名塚佳織（湯浅比呂美役）、井口裕香（安藤愛子役）

## コーナー
お便りコーナー
ふつおたを紹介する。
真実の涙を見抜け!Tearsリーグ
真実か嘘の問題をパーソナリティーの3人の内1人がティアリスト（出題者）になり残った2人が解答者になり真実か嘘かを見抜くコーナー。
3つの出題の内1つが選ばれたパーソナリティが本当に経験した悲しかったこと（真実）残りの2つはリスナーから募集した悲しかったこと（嘘）である。
ティアリストが解答者を騙しきれたら1人につき1ポイント、逆の場合は解答者に1ポイント入る。最終的に一番ポイントの多い人にご褒美、最下位の人には罰ゲームがある。
Tears of the World!
世界一泣ける話を作るということをテーマにリスナーからアイディアを募集しパーソナリティーの3人の内1人が読み上げ物語を完成させていく。

## ゲスト
- 第7回、第8回：石井真（仲上眞一郎役）
- 第9回：西村純二（監督）、堀川憲司（プロデューサー）

## 特別番組
- 「true tears こちらチューリップ放送局 出張版」

BS11でのアニメ本編放送に先駆け高垣彩陽、名塚佳織、井口裕香の3人の出演で2008年1月4日に特番を放送。
- 「true tears 帰ってきた!こちらチューリップ放送局」

アニメ化1周年を記念してコミックマーケット75のドットアニメブースで販売されたラジオCD。2009年1月30日発売。その後、ドットアニメ公式サイトで一般販売されている。パーソナリティに変更はなく高垣、名塚、井口の3人。